# Fairmont (Carolina del Nord)
Fairmont è una città degli Stati Uniti d'America situata nella Carolina del Nord, nella Contea di Robeson.